# Gravures rupestres de la vache qui pleure

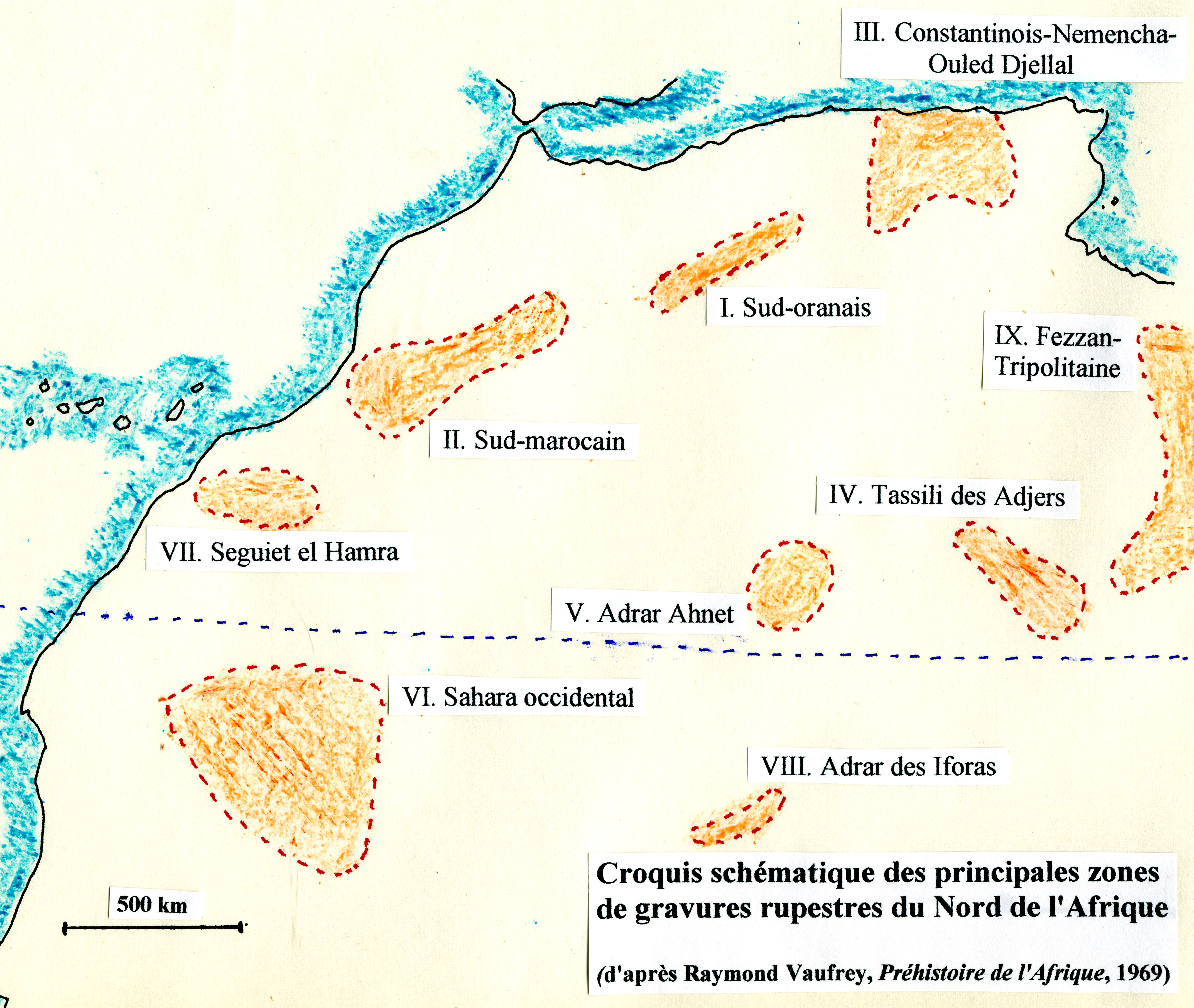
Principales zones de gravures et peintures rupestres du Nord de l'Afrique

Les gravures rupestres de la vache qui pleure se trouvent à environ 25 km de l'oasis de Djanet, dans le sud-est de l’Algérie, en limite orientale de l'erg Admer, vers le Tassili n'Ajjer, dans la région de Tigharghart. Dans le parc culturel du Tassili émerge du sable un grand monolithe. Sur l'une de ses faces apparaissent les gravures. Elles sont datées de plus de 7000 ans.

## Description
Les gravures rupestres de la vache qui pleure sont un chef-d’œuvre de la sculpture néolithique. Réalisées en bas-relief, les gravures sont d'une facture et d'une harmonie extraordinaires, faites de profonds sillons creusés dans la roche. Penchées vers une petite dépression au pied du rocher, les gravures représentent un petit troupeau de bovidés. Les vaches semblent attendre l’arrivée de l’eau pour y boire. La larme que verse une de ces vaches a suscité de nombreuses interprétations et légendes.

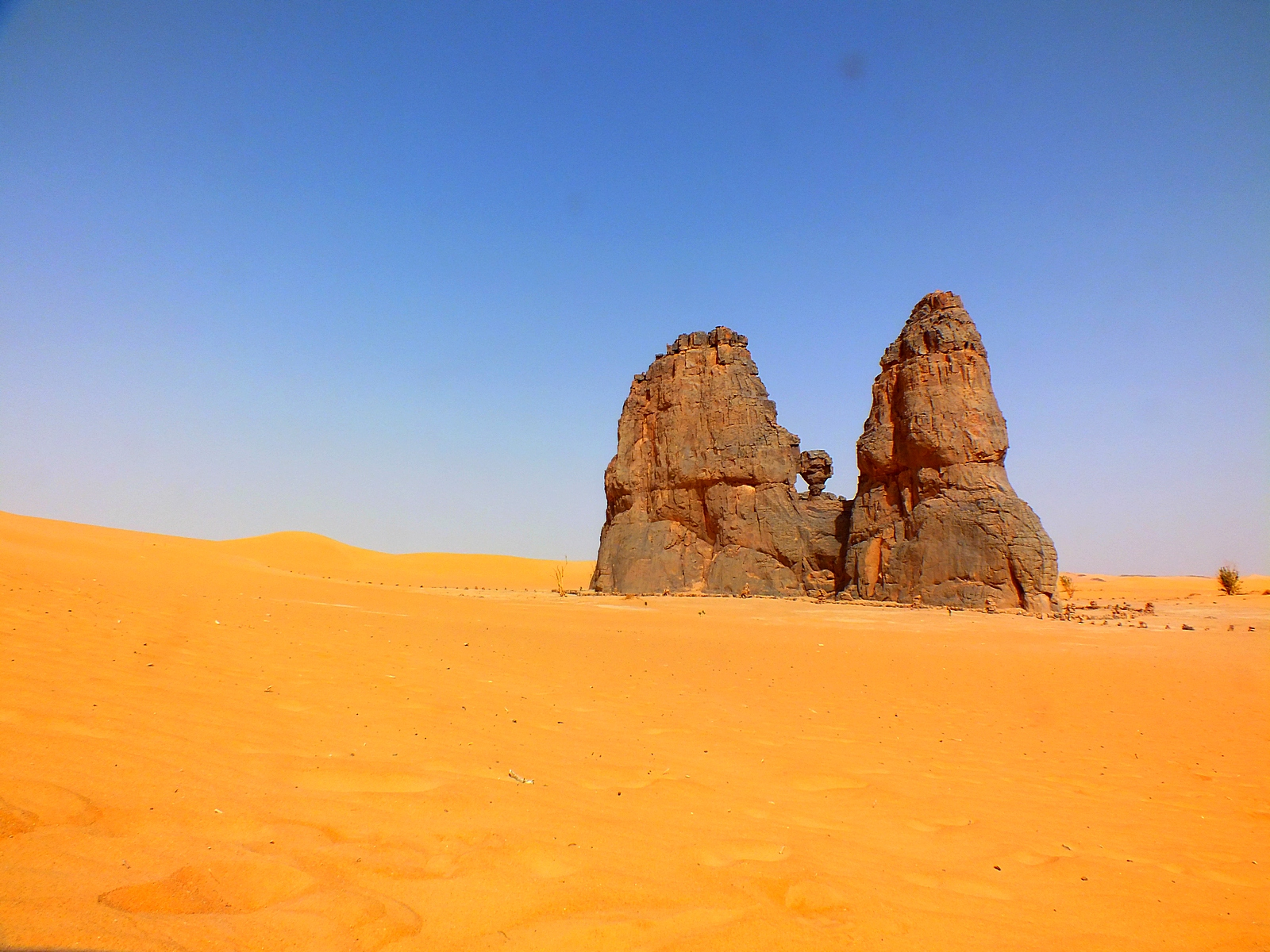
Monolithe des gravures rupestres de la vache qui pleure
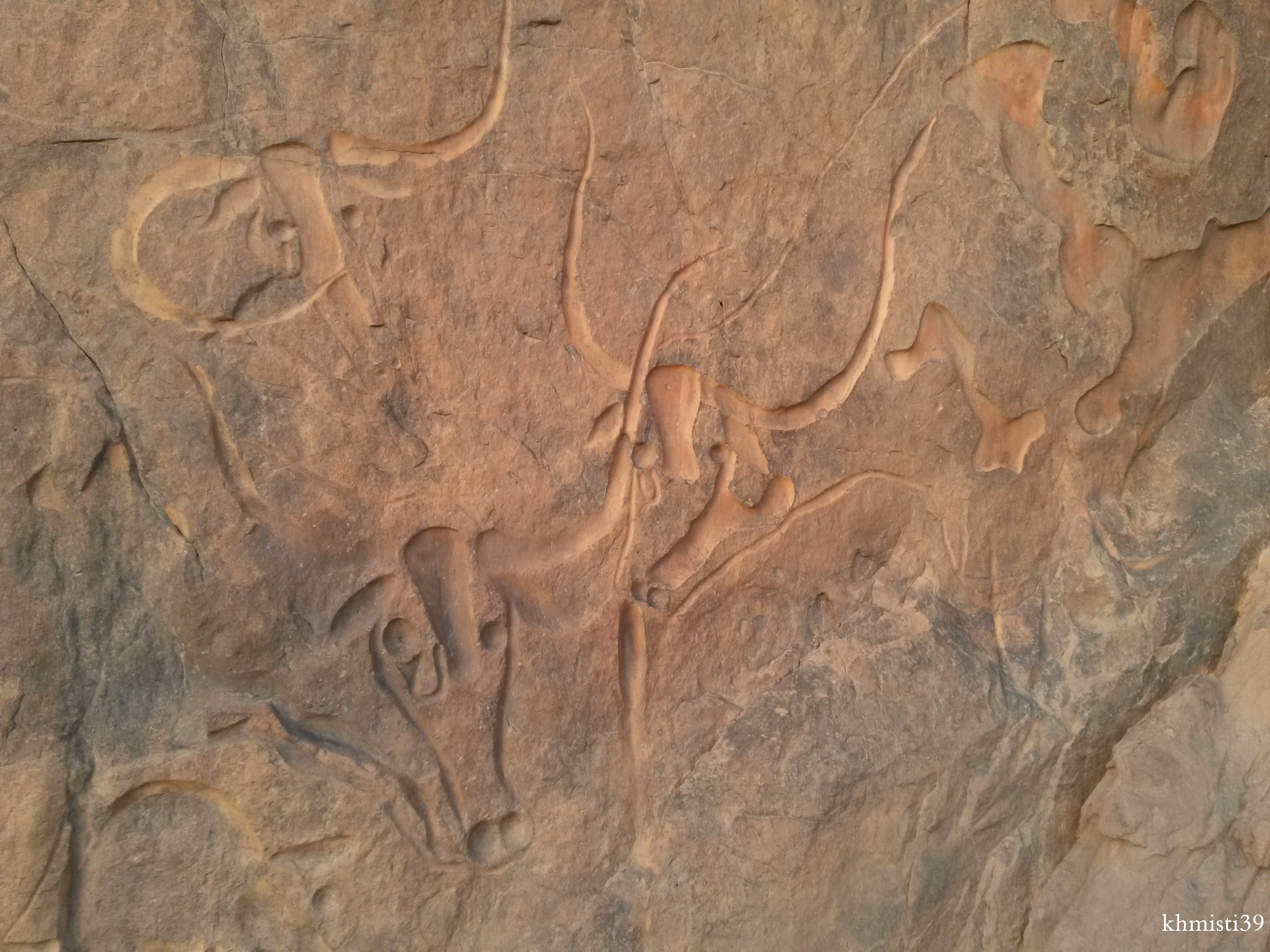
Les gravures rupestres de la vache qui pleure
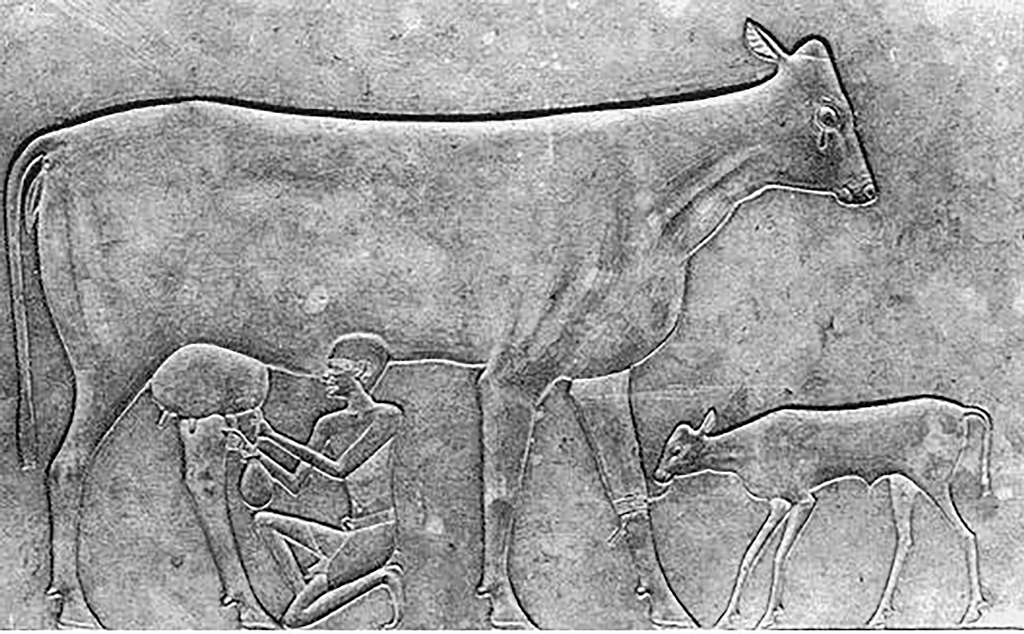
Sarcophage de la reine Khouit, montrant une larme tombée de l'œil d’une vache

Un bas-relief du sarcophage de Khouit, reine égyptienne de la XIe dynastie, montre aussi une larme tombant de l'œil d’une vache pendant qu'elle est traite.